# Geovani Silva
Geovani Faria da Silva (* 6. April 1964 in Vitória), auch Geovani Silva oder Geovani genannt, ist ein ehemaliger brasilianischer Fußballspieler.

## Karriere

### Verein
Geovani begann seine Karriere im Alter von 16 Jahren, 1981, bei Desportiva Capixaba. Sein Debüt in der Campeonato Brasileiro de Futebol gab er am 18. Januar 1981 bei einer 0:4-Niederlage gegen Botafogo FR. Mit Desportiva gewann er 1981 die Meisterschaft des Espírito Santo – die Campeonato Capixaba. Im Jahre 1983 wechselte er zu CR Vasco da Gama und spielte dort an der Seite von Romário und Roberto Dinamite. Für Vasco da Gama debütierte er am 30. März 1983 bei einem 0:0 gegen Corinthians São Paulo. In Rio de Janeiro gewann Geovani 1989 zweimal die Stadtmeisterschaft und -Staatsmeisterschaft Rio de Janeiros. Beim Gewinn der brasilianischen Meisterschaft im Dezember stand er nicht mehr im Kader.
Geovani wurde von Luigi Corioni nach Europa zum FC Bologna in die Serie A geholt. Doch in Bologna konnte er sich nie richtig durchsetzen, was unter anderem nach seiner eigenen Aussage damit zusammenhing, dass er Probleme mit Trainer Luigi Maifredi hatte. Nach seiner Zeit in Bologna wechselte er 1990 zum Karlsruher SC in die Fußball-Bundesliga. In Karlsruhe kam er zu 17 Einsätzen in der Bundesliga und erzielte dabei drei Tore.
Nach einer Saison in Karlsruhe und insgesamt drei Jahren in Europa ging er wieder in seine Heimat Brasilien zurück und spielte dort für zwei Jahre bei seinem alten Verein Vasco da Gama. In dieser war er weniger erfolgreich mit Klub als vorher und daher ging er dann nach Mexiko zu UANL Tigres. In Tigres verbrachte er zwei erfolglose Jahre und kehrte danach erneut zu Vasco da Gama zurück. Am 30. November 1995 bestritt er gegen EC Juventude sein letztes Spiel in der brasilianischen Liga. Insgesamt kam er in der Campeonato Brasileiro de Futebol auf 136 Spiele und 14 Tore. 1996 zog er sich endgültig aus dem Verein zurück und spielte noch bis 2002 in den unteren brasilianischen Ligen, wobei er 1999 und 2000 noch einmal die Meisterschaft des Bundesstaates Espírito Santo gewinnen konnte.

### Nationalmannschaft
Geovani nahm bereits mit siebzehn Jahren an der Junioren-Fußballweltmeisterschaft 1981 teil. Auch 1983 war er bei der Junioren-Fußballweltmeisterschaft dabei und diesmal wurde er sogar Torschützenkönig sowie bester Spieler des Turniers.
Am 2. Mai 1985 gab er beim 2:0-Sieg im Freundschaftsspiel gegen Uruguay sein Debüt in der A-Nationalmannschaft Brasiliens. Darauf folgten weitere Berufungen in die Nationalmannschaft. 1988 gewann er mit der Olympiaauswahl, die er als Kapitän aufs Feld führte, Silber in Seoul und 1989 gewann er mit seinem Heimatland die Copa America, wobei ihm ein Tor während des Turniers gelang. Am 11. September 1991 bestritt er gegen Wales sein letztes Länderspiel. Insgesamt lief er in 22 Spielen für die Seleção auf und erzielte dabei fünf Tore.

## Erfolge
Nationalmannschaft
- Junioren-Weltmeister: 1983
- Olympische Spiele: Silber 1988
- Copa América: 1989

Desportiva Ferroviária
- Staatsmeisterschaft von Espírito Santo: 1980, 2000

Vasco da Gama
- Staatsmeisterschaft von Rio de Janeiro: 1982, 1987, 1988, 1992, 1993
- Taça Guanabara: 1986, 1992, 1987
- Taça Rio: 1984, 1988, 1992, 1993
- Staatspokal von Rio de Janeiro: 1992, 1993
- Trofeo Ramón de Carranza: 1987, 1988

Seleção Carioca
- Campeonato Brasileiro de Seleções Estaduais (Brasilianische Meisterschaft der Bundesstaaten): 1987

Serra
- Staatsmeisterschaft von Espírito Santo: 1999

## Sonstiges
- 2006 wurde erkannt, das er an Polyneuropathie leidet[3].
- Im Jahr 2006 wurde er zudem ins Parlament seines Heimatbundesstaates Espírito Santo gewählt und ist dort als Sportsekretär tätig[4].